# Fromentine
Koordinaten: 46° 53′ 28″ N, 2° 8′ 13″ W
Fromentine ist ein Ortsteil von La Barre-de-Monts und liegt im französischen Département Vendée der Region Pays de la Loire. Auf einer Fläche von 2781 ha leben rund 2000 Einwohner. Im Sommer bevölkern regelmäßig rund 20.000 Touristen den Ort, der über entsprechende Unterbringungsmöglichkeiten verfügt. Die dominierende Marschlandschaft von La Barre des Monts wird durch Nadelwälder an den Stränden unterbrochen. Das Strandareal umfasst auf einer Länge von 5 km die Teile Fromentine, La Grande Côte, La Bergère und Les Lays.
Ganzjährig legen in Fromentine Fähren zur Île d’Yeu ab. Kleinere, schnelle Boote, die für Passagiere ohne viel Gepäck ausgelegt sind und große Schiffe (sog. paquebots), die Lebensmittel, Autos und sperrige Güter auf die Atlantikinsel transportieren.

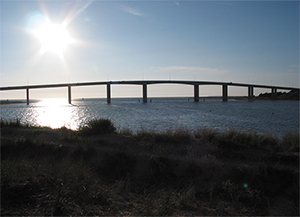
Pont de Noirmoutier

Über die Pont de Noirmoutier erreicht man von Fromentine aus unabhängig von Gezeiten die Île de Noirmoutier. Bis zur Eröffnung der Brücke war die Passage du Gois, ein durch das Watt gebauter und bei Flut unter Wasser stehender Damm, die einzige Straßenverbindung von der Île de Noirmoutier zum Festland.
Im Hafen von Fromentine entstand im Herbst 2005 ein Anleger für Katamarane mit wenig Tiefgang. Am 27. November wurde der erste von zwei bestellten Katamaranen ausgeliefert. Er ist 45 Meter lang und hat einen Tiefgang von 1,50 Metern, was einen Betrieb bei Niedrigwasser erlaubt. Das Boot fährt mit einer Geschwindigkeit von maximal 32 Knoten und verkürzt so die Überfahrt zur Île d’Yeu auf 30 Minuten. 439 Passagiere, 21 Frachtkontainer, 150 Fahrräder und sechs Pkw können an Bord genommen werden. Am Nachmittag des 12. Januar 2006 wurde der Katamaran im Hafen von Port-Joinville auf den Namen Pont d’Yeu getauft und in Dienst gestellt.
Im Jahr 2005 wurde Fromentine am 2. Juli als Startort der Tour de France besondere Aufmerksamkeit zuteil.